# Mirosław Hermaszewski
Mirosław Hermaszewski (* 15. September 1941 in Lipniki; † 12. Dezember 2022 in Warschau) war ein polnischer Kosmonaut, Pilot und Politiker. Er war der erste Pole im Weltraum.

## Leben
Hermaszewski kam während der deutschen Besetzung Polens in Lipniki, einem heute nicht mehr existierenden Dorf in der früheren Landgemeinde Bereźne in Wolhynien, als jüngstes von sieben Kindern des Ehepaares Kamila und Roman Hermaszewski zur Welt. Lipniki, in dessen Umland sein Vater ein 25 Hektar umfassendes Landgut besaß, war während des Zweiten Weltkrieges dem Reichskommissariat Ukraine unterstellt. 1943 entkam er nur knapp einem Massaker der Ukrainischen Aufständischen Armee, das sich gegen polnische Katholiken und Juden richtete, und bei dem sein Vater ums Leben kam. Im Zuge der Zwangsumsiedlung von Polen aus den ehemaligen polnischen Ostgebieten zog Hermaszewski 1945 mit seiner Mutter ins ehemalige Wohlau in Niederschlesien, das wiederum von der Vertreibung von Deutschen aus den ehemaligen deutschen Ostgebieten völlig entvölkert war.
1960 trat Hermaszewski dem Aeroklub in Breslau bei. Ein Jahr später nahm er an Qualifikationsflügen für die Pilotenausbildung teil. 1971 war Hermaszewski Absolvent der Generalstabsakademie in Warschau. Der Pilot der polnischen Luftstreitkräfte wurde am 25. November 1976 als Kosmonaut in das Interkosmos-Programm aufgenommen. 1978 flog er mit der Sojus 30 als Forschungskosmonaut mit der dritten Gastmannschaft zur Raumstation Saljut 6. Mit seiner Landung am 5. Juli 1978 schied Hermaszewski aus dem Kosmonautenkorps aus.
Hermaszewski besuchte die Militärakademie des Generalstabes der Streitkräfte der UdSSR „K. J. Woroschilow“ in Moskau, die dortigen Studien schloss er 1982 erfolgreich ab. Nach der Ausrufung des Kriegsrechts 1981 durch General Wojciech Jaruzelski wurde er als einer von zwanzig Offizieren Mitglied des Militärkomitees zur Nationalen Rettung Polens. Später wurde er Brigadegeneral und Kommandant der Offiziershochschule der Polnischen Luftstreitkräfte in Dęblin. Hermaszewski war später Chef der Luftsicherheit bei den Polnischen Luftstreitkräften und Berater des polnischen Verteidigungsministers. 2005 ging er in den Ruhestand.
Auf Antrag seiner Kinder erhielt er die internationale Auszeichnung als Kavalier des Ordens des Lächelns.
Hermaszewski war verheiratet. Der Ehe entstammen zwei Kinder. Seine Tochter Emilia ist die Ehefrau des Politikers Ryszard Czarnecki.